# Bahnstrecke Stubbekøbing–Guldborg
| Bahnhof Nørre Alslev (1983) |                 |                                                               |                                                               |
| Streckenlänge: | 22 km           |                                                               |                                                               |
| Spurweite: | geplant 1435 mm |                                                               |                                                               |
| |                 |                                                               |                                                               |
| \| \| \| Bahnstrecke Stubbekøbing–Nykøbing–Nysted von Nykøbing Falster \| \| \| \| 0 \| Stubbekøbing \| Stubbekøbing \| \| \| 5 \| Lillebrænde \| Lillebrænde \| \| \| 8 \| Gundslev \| Gundslev \| \| \| \| Bahnstrecke Ringsted–Rødby Færge von Ringsted \| \| \| \| 11 \| Nørre Alslev \| Nørre Alslev \| \| \| \| Bahnstrecke Ringsted–Rødby Færge nach Nykøbing Falster \| \| \| \| 15 \| Nørre Kirkeby \| Nørre Kirkeby \| \| \| 17 \| Lundby \| Lundby \| \| \| 19 \| Sundby \| Sundby \| \| \| 22 \| Guldborg \| Guldborg \| |                 |                                                               |                                                               |
| Strecke (außer Betrieb) |                 | Bahnstrecke Stubbekøbing–Nykøbing–Nysted von Nykøbing Falster | Bahnstrecke Stubbekøbing–Nykøbing–Nysted von Nykøbing Falster |
| Bahnhof (Strecke außer Betrieb) | 0               | Stubbekøbing                                                  | Stubbekøbing                                                  |
| Bahnhof (Strecke außer Betrieb) | 5               | Lillebrænde                                                   | Lillebrænde                                                   |
| Bahnhof (Strecke außer Betrieb) | 8               | Gundslev                                                      | Gundslev                                                      |
| Abzweig ehemals geradeaus und von rechts |                 | Bahnstrecke Ringsted–Rødby Færge von Ringsted                 | Bahnstrecke Ringsted–Rødby Færge von Ringsted                 |
| Bahnhof | 11              | Nørre Alslev                                                  | Nørre Alslev                                                  |
| Abzweig ehemals geradeaus und nach links |                 | Bahnstrecke Ringsted–Rødby Færge nach Nykøbing Falster        | Bahnstrecke Ringsted–Rødby Færge nach Nykøbing Falster        |
| Bahnhof (Strecke außer Betrieb) | 15              | Nørre Kirkeby                                                 | Nørre Kirkeby                                                 |
| Bahnhof (Strecke außer Betrieb) | 17              | Lundby                                                        | Lundby                                                        |
| Bahnhof (Strecke außer Betrieb) | 19              | Sundby                                                        | Sundby                                                        |
| Kopfbahnhof Streckenende (Strecke außer Betrieb) | 22              | Guldborg                                                      | Guldborg                                                      |

Die Bahnstrecke Stubbekøbing–Guldborg (Nordfalsterske Jernbane oder Stubbekøbing-Nørre Alslev-Guldborg Jernbane) war eine geplante Bahnstrecke auf der dänischen Insel Falster zwischen Stubbekøbing und Guldborg, die nicht realisiert wurde.

## Geschichte
Im nördlichen Teil von Falster gab es um 1900 rege Diskussionen über den Bau einer Bahnstrecke Stubbekøbing–Nykøbing. Es wurden mehrere Vorschläge gemacht. Kurz nach der Verabschiedung des Eisenbahngesetzes vom 27. Mai 1908 schlossen sich in der Region einflussreiche Personen – besonders in Guldborg – zu einem Ausschuss zusammen, um eine Eisenbahn zwischen Stubbekøbing und Guldborg zu errichten.
Einerseits wurde Horbelev als Endstation im Norden vorgeschlagen, ein anderer Vorschlag plädierte dafür, die Strecke in östlichere Richtung bis nach Grønsund zu führen, um von dort eine Fährverbindung nach Møn herzustellen. Die Strecke zwischen Stubbekøbing und Nykøbing wurde gebaut, obwohl die Bürger von Sønder Alslev Einwände dagegen vorbrachten.
Vor allem in Guldborg bestand die Sorge, von der technischen Entwicklung abgekoppelt zu werden. Sowohl Stubbekøbing als auch Nørre Alslev waren interessiert, da beide Städte bereits über eine Eisenbahnverbindung verfügten. Nørre Alslev lag zwischen Orehoved und Nykøbing Falster an der Bahnstrecke Ringsted–Rødby Færge, von Stubbekøbing führte seit 13. Dezember 1910 die Stubbekøbing-Nykøbing-Nysted Banen (SNNB) nach Nykøbing Falster und Nysted. Für beide Städte hätte die Strecke mehr Verkehr und die Chance auf weiteres Wachstum und Entwicklung bedeutet. Guldborg betrachtete die Strecke als wichtiges Element, um seine Position als Handelsstadt für sein Einzugsgebiet zu behaupten.
Nachdem der Ausschuss seine Pläne konkretisiert hatte, wurde die SNNB befragt, um diese als Mitantragsteller für die Konzession zu gewinnen. Die SNNB lehnte dies ab, kündigte aber zugleich an, den Betrieb der Strecke übernehmen zu wollen. Der Ausschuss arbeitete daraufhin allein an dem Projekt weiter. Die Strecke sollte etwa 22 km lang sein und wurde in das Eisenbahngesetz vom 20. März 1918 aufgenommen, wodurch sich der Staat verpflichtete, 50 % der Baukosten zu zahlen.
Allerdings stellte der Staat fest, dass viele Bahnstrecken mit dem zunehmenden Straßenverkehr und vor allem mit den Bussen in einem harten Wettbewerb standen. Ferner wurde die Höhe der Subventionen betrachtet, die ausgegeben werden müssten, um vielen Privatbahnen am Leben zu erhalten.
Daher erhielt 1923 eine vom Rigsdag eingesetzte Kommission den Auftrag, zu untersuchen, ob bestehende und geplante Bahnen wirtschaftlich tragfähig wären. Diese Kommission hat die Anzahl der geplanten Bahnstrecken des Gesetzes von 1918 ausgedünnt. Aus deren Sicht hätten viele der vorgeschlagenen Strecken mit deutlich günstigerer Wirtschaftlichkeit in Buslinien umgewandelt werden können. Andere Strecken wurden abgelehnt, weil sie bereits bestehende Strecken gefährden würden.
Im Fall der genehmigten Bahnstrecke zwischen Stubbekøbing und Guldborg gab es zwei entscheidende Faktoren: Der Straßenverkehr und das schnell wachsende Busnetz in der Region sowie der erwartete Betriebsverlust von rund 60–70.000 Kronen pro Jahr. Die Kommission empfahl daher, die Strecke nicht zu errichten. Die Freigabe zum Bau des Projekts wurde nicht erteilt. Für Guldborg war dies nicht die erwartete Katastrophe. Bereits einige Jahre später wurde die Storstrømsbroen errichtet und der steigende Autoverkehr kompensierte die fehlende Bahn weitgehend.